# Sofiivka, Fastiv
Sofiivka (în ucraineană Софіївка) este un sat în așezarea urbană Kojanka din raionul Fastiv, regiunea Kiev, Ucraina.

## Demografie
Componența lingvistică a localității Sofiivka
     Ucraineană (92,62%)
     Rusă (6,56%)
Conform recensământului din 2001, majoritatea populației localității Sofiivka era vorbitoare de ucraineană (92,62%), existând în minoritate și vorbitori de rusă (6,56%).